# Skellefteå högre allmänna läroverk
Skellefteå högre allmänna läroverk var ett läroverk i Skellefteå verksamt från 1862 till 1968.

## Historia
År 1861 inrättades i Skellefteå ett (lägre) elementarläroverk som 1879 namnändrades till ett lägre allmänt läroverk. Skolan ombildades 1905 till en samskola som sedan till 1931 ombildats till en samrealskola. Från 1937 fanns det ett gymnasium till skolan och hade senast från 1940 namnet Skellefteå högre allmänna läroverk.
Skolan kommunaliserades 1966 och namnändrades därefter till Nordanåskolan, som flyttade ut ur lokalerna 1976. Studentexamen gavs från 1940 till 1968 och realexamen från 1910 till 1963.
Skolbyggnaden är från 1916 och rymmer sedan 1980 Skellefteå museum vid Nordanå.